# Убийство Томирис Байсафы
Убийство Томири́с Байсафы (каз. Томирис Байсафаның ісі) — уголовное дело по обвинению Муртузали Меджидова, сына бывшего премьер-министра Дагестана Мухтара Меджидова, в умышленном убийстве 21-летней казахской студентки МГИМО Томирис Байсафы (16 февраля 1997 — 3 мая 2018). Убийство было совершено в Москве 13 апреля 2018 года. Расследование длилось c 2018 по 2022 год.
Меджидов во время большой перемены заперся с девушкой в аудитории 4033, а затем вытолкнул её в открытый проем из окна четвёртого этажа учебного корпуса МГИМО на проспекте Вернадского, в результате чего девушка с большей силой ударилась о землю заднебоковой поверхностью тела. Байсафа была госпитализирована в НИИ имени Н. В. Склифосовского, она впала в кому и умерла спустя три недели в реанимации, не приходя в сознание. 14 апреля 2018 года по данному факту было возбуждено уголовное дело.
В июне 2022 года присяжные большинством голосов вынесли обвинительный приговор Меджидову в виде 13 лет лишения свободы в колонии строгого режима. Подробности этого дела получили широкую огласку.

## Предыстория
Томирис Байсафа родилась 16 февраля 1997 года, была старшей внучкой и старшей из двух дочерей, в 2014 году окончила казахскую школу-гимназию № 17 в Астане. На момент убийства 21-летняя Томирис Байсафа являлась студенткой-отличницей четвёртого курса кафедры международных экономических отношений МГИМО. Родители девушки: бизнесмен, в прошлом чиновник Дархан Кожабергенов (ранее работал на госслужбе — в Минфине и Минсельхозе) и казахстанский стилист Жанна Ахметова. По словам однокурсников, девушка много времени уделяла учёбе — в зачётной книжке у неё были одни пятерки. Девушка занималась языками, танцами, скалолазанием, бисером, домброй, баскетболом и немного футболом. Пoсле выпуска Байсафа планировала поступить в магистратуру МГИМО и параллельно зарабатывать себе на жизнь.
На втором курсе она встретила 22-летнего Муртузали Меджидова. Муртузали Меджидов родился 29 ноября 1996 года в Махачкале, столице Республики Дагестан. Мать девушки рассказывала, что молодые люди встречались на протяжении двух лет. Парень — сын Мухтара Меджидова, российского государственного деятеля и бизнесмена, экс-премьера Дагестана.

Знакомые поговаривают, что это не была любовь с первого взгляда — Муртузали Меджидову пришлось добиваться сердца девушки. Он дарил ей огромные букеты, долго ухаживал. В конечном итоге девушка ответила взаимностью, однако эти отношения трудно было назвать гармоничными, ведь в ноябре 2017 года отношения студентов охладели. Знакомые Томирис уверяли, что у пары постоянно случались скандалы по пустякам: якобы молодой человек мог устроить ссору даже из-за «лайков», которые ставили его возлюбленной другие парни. 
Разговаривать с ребенком надо обо всем, прям обо всем. Нельзя юлить. Он мне не нравился, и мне надо было об этом сказать. Сказать о его национальности, что они не женятся на других национальностях. Это надо было честно сказать, чтобы все не пребывали в каких-то розовых очках.
 В тот год Меджидов восстановился в МГИМО. Ранее он был отчислен из университета на первом курсе за неуспеваемость. Он попал в небольшую группу по английскому языку, в которой училась и Томирис. Байсафа помогала молодому человеку в учёбе, готовила для него курсовые работы, выполняла переводы. Благодаря девушке Меджидов стал реже прогуливать пары. Его академический рейтинг в МГИМО вырос с 48,56 (в первом семестре) до 75,01 (в пятом семестре). Летом Томирис прилетела домой в Казахстан. Её мама — Жанна Ахметова — сразу заметила, что с дочерью что-то не так. Родителям Томирис Байсафы не нравился её молодой человек. Догадки Жанны подтвердились, когда Томирис сообщила о своем желании расстаться с Муртузали. Она была не в состоянии терпеть его контроль. Однако окончательно они так и не расстались. Меджидов снова стал пропускать пары и игнорировал свою девушку неделями. Томирис начала ходить на свидания со своим знакомым. Незадолго до смерти пара снова серьёзно поссорилась и планировали серьёзно поговорить 13 апреля 2018 года..

## Ход событий

### Убийство

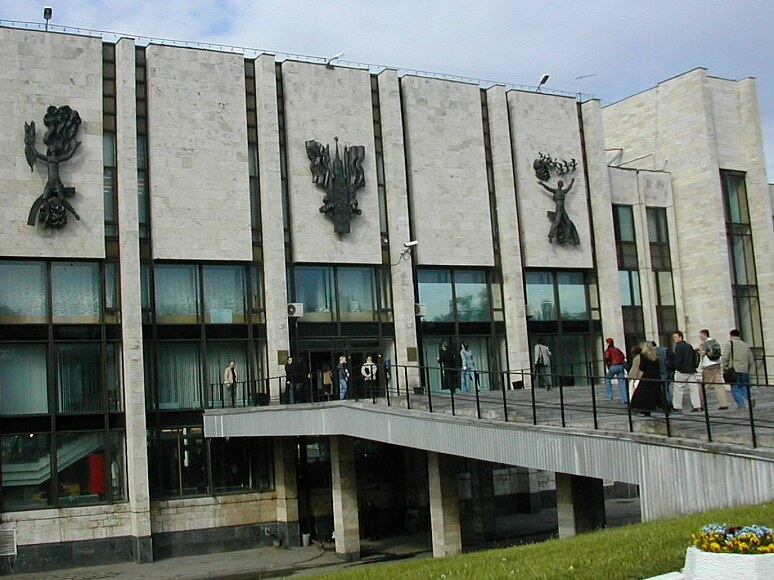
Здание МГИМО на проспекте Вернадского, д. 76

13 апреля 2018 года Томирис Байсафа была вытолкнута с высоты 14,7 метра из окна аудитории № 4033 учебного корпуса МГИМО в 12:47 по московскому времени, за три минуты до начала пары. Меджидов пришел в этот день в университет во время большой перемены, впервые за неделю. Он отыскал Томирис и повел её в пустую аудиторию. В тот день Байсафа и Меджидов находились вдвоем в аудитории. Меджидов подпер дверь стулом изнутри. Байсафа хотела расстаться с ним. По словам очевидцев, разговор шел на повышенных тонах. Внезапно Меджидов распахнул маленькую створку окна и буквально вытолкнул Байсафу с сумкой и учебниками из окна, девушка упала на грунт.
Девушка получила множественные переломы, травму головы, сильнейший ушиб легких и потеряла много крови. В скорую помощь позвонили сразу несколько очевидцев — студенты и преподаватели. Через 15 минут приехало два автомобиля, в том числе реанимационный. Байсафа была госпитализирована в НИИ имени Н. В. Склифосовского в противошоковое отделение реанимации. Ей провели несколько операций и удалили почку. В этот же день из Казахстана прилетели родители Байсафы. Байсафа находилась в сознании два дня, но разговаривать не могла. Вскоре её состояние резко ухудшилось, и она была введена в состояние медикаментозной комы. 3 мая 2018 года в половине четвёртого утра Байсафа скончалась в отделении реанимации.

### Похороны
После смерти Байсафы было устроено прощание. Мать девушки пригласила Муртузали Меджидова, и он пришел с родителями. 4 мая тело девушки из аэропорта Шереметьево было отправлено в Астану, где и была похоронена.

### Обвинение
Поначалу российские СМИ называли в качестве подозреваемого уроженца Дагестана Магомеда Котиева, который утверждал, что не был знаком с погибшей, однако затем появилось другое имя. Правоохранителям не удалось допросить девушку, однако по словам свидетелей, она встречалась с Муртузали Меджидовым, но незадолго до трагедии поссорилась с ним. Криминалисты предполагали, что к случившемуся мог быть причастен вспыльчивый кавалер Томирис.[кто?] Предположительно, они выясняли отношения перед тем, как он вытолкнул её из окна. На стекле аудитории МГИМО нашли[кто?] царапины от ногтей — эксперты предполагают, что Байсафа боролась за свою жизнь. Медики обнаружили, что у неё было сломано предплечье ещё до того, как она выпала из окна. Сам Меджидов, по словам матери погибшей, Жанны Ахметовой, давал на этот счет сбивчивые показания.
Меджидов настаивал, что Байсафа сама выпала из окна — то ли случайно, то ли намеренно. Многочисленные экспертизы и показания свидетелей опровергли его слова. Однако первый приговор оказался в пользу подозреваемого — его признали невиновным. Прокуратура обжаловала решение суда. Повторный вердикт Меджидову — виновен.

### Экспертиза
Экспертизу сделал заведующий отделом физико-химических исследований Северо-Западного регионального центра судебной экспертизы Минюста (Санкт-Петербург) Виктор Долинский . По положению тела Байсафы после падения он произвел физическую детализацию падения, описал, с какой силой и как обвиняемый выбрасывал Байсафу в окно. Согласно результатам исследования, тело получило начальную скорость, нехарактерную для обычного выпадения и даже выпадения с небольшим прыжком. Совокупный анализ свидетельствует о том, что телу потерпевшей было придано дополнительное ускорение за счет сильного толчка в туловище, сзади, в область спины, выше центра масс.

### Расследование
Сначала в Следственном комитете России гибель девушки расследовали по статье «Доведение до самоубийства» (ст. 110 УК РФ): якобы девушка сама выбросилась с 4-го этажа. Родители Байсафы были несогласны с выводами следствия, которое, по их словам, склонялось к версии, что их дочь совершила самоубийство. Мать девушки заявляла, что суд не принимает во внимание факты, а свидетели, улики и видео с камер «исчезают». Позже Меджидов был допрошен по делу и остался на свободе. По словам Жанны Ахметовой, дело хотели закрыть ещё в 2018 году. Учитывая, что подозреваемый принадлежит к определённой касте[какой?] людей, а его отец экс-премьер-министр Дагестана имеет такой уровень связей, что нашел покровителей. И лишь спустя 2,5 года Меджидову было предъявлено обвинение в убийстве девушки.
В июле 2020 года правоохранители задержали Меджидова в доме, расположенном на Фрунзенской набережной в центре Москвы, предъявили обвинение и, по решению Басманного суда Москвы, отправили под арест на два месяца в СИЗО. Дело было переквалифицировано на статью «Убийство» (ст. 105 УК РФ). По версии обвинения, Меджидов избил девушку, а затем вытолкнул её из окна.
Тогда[когда?] мать Байсафы в своем инстаграме поблагодарила за арест Меджидова президента Казахстана Касым-Жомарта Токаева, администрацию российского президента и главу Следственного комитета РФ Александра Бастрыкина.
В марте 2021 года Меджидову снова был продлён арест.
В марте 2021 года мать Томирис Байсафы обратилась к президенту Казахстана Касым-Жомарт Токаеву, чтобы довести до российской стороны просьбу о справедливом судебном разбирательстве и принятии необходимых мер по исключению возможного давления на присяжных заседателей.
В июне 2021 года дело рассматривал суд присяжных в Никулинском суде Москвы, Меджидов был оправдан пятью голосами против одного, сочтя, что его вина в смерти девушки не доказана. На основании их вердикта суд вынес оправдательный приговор, и Меджидов был освобожден из-под стражи в зале суда.
По словам адвоката Магомеда Эснедирова, в суде были представлены прямые доказательства того, что Меджидов невиновен, а погибшая самостоятельно свела счеты с жизнью.
Этим странным людям тоже хочется  оказаться на плаву. Они победили, им бы тихо сидеть, но тихо сейчас не получится, будет громко. Будет так громко, что я создам прецедент – я буду судить его в Казахстане. Даже если мы его сюда не привезем, мы его можем осудить. Мы сейчас с адвокатами работаем на эту тему. В дальнейшем мы подаем в Интерпол, и человек никуда не выедет из своей России.
По словам Жанны Ахметовой судья постоянно обрывал её речь, требовал перестать плакать, позже она была выведена из зала суда. По её мнению, адвокаты Муртузали начали лгать судье. Ахметова начала опровергать их слова, не встав со своего места. Судья не давал высказаться представителям районной и Генеральной прокуратуры. Стороне защиты обвиняемого давали неограниченное время для выступлений. Сторона обвиняемого выступала в одиночку в течение пяти часов.
Российские СМИ назвали этот вердикт странным. Ахметова заявила, что продолжит судебные разбирательства.
В августе 2021 года российские журналисты Baza сняли часовое расследование о смерти Томирис Байсафы. Авторы канала Baza заявили, что изучили 16 томов уголовного дела, просмотрели камеры видеонаблюдения и опросили свидетелей трагедии, чтобы понять, была ли смерть Байсафы убийством или самоубийством.
В конце октябре 2021 года Мосгорсуд с подачи прокуратуры и Ахметовой отменил оправдательный приговор и направил дело на пересмотр в тот же суд.

### Приговор
В апреле 2022 года суд начал пересмотр дела.
В январе 2022 года дело Меджидова по требованию прокуратуры передали Измайловскому суду Москвы. Там заявили, что выяснились новые обстоятельства, которые могут поставить под сомнение объективность и беспристрастность Никулинского суда.

### Задержание убийцы
Спустя четыре года после убийства девушки, 24 июня 2022 года Измайловский районный суд Москвы вынес приговор по делу об убийстве Томирис Байсафы, подозреваемый в нём Муртазали Меджидов был приговорён к 13 годам лишения свободы в исправительной колонии строгого режима. Коллегия присяжных посчитала доказанной вину Меджидова. Защита не стала комментировать приговор.
2 декабря 2022 года Московский городской суд оставил в силе приговор Меджидову без изменения и утвердил осужденному 13 лет колонии строгого режима по обвинению в убийстве.

## Общественный резонанс
Я вижу, куда идет следствие, и понимаю, что без общественного резонанса мою девочку объявят самоубийцей.
Гибель Байсафы вызвала широкий общественный резонанс в Казахстане и России. Гибель девушки стала главной новостью многих информационных агентств, радиостанций, телеканалов, газет и новостных сайтов страны. В России убийство Томирис Байсафы так же вызвало широкий общественный резонанс и стало одним из нескольких резонансных преступлений, совершённых молодыми людьми в апреле 2018 года на территории страны. В Казахстане её смерть называли неоднозначной. К расследованию подключились казахстанские дипломаты. Посольство Казахстана в России помогло с госпитализацией и держало связь с семьей, МИД Казахстана подготовил и направил в МИД России ноту с ходатайством, требуя всестороннего и объективного расследования инцидента. Сотрудники консульского отдела организовали дежурство в НИИ имени Н. В. Склифосовского. Уполномоченный по правам человека в Казахстане Эльвира Азимова Абилхасимовна просила российского омбудсмена Татьяну Николаевну Москалькову взять дело на личный контроль и «обеспечить объективное расследование». На годовщине Байсафы в Астане собралось более трёх тысяч человек, в том числе и помощник консула.

## Реакция президента Казахстана
В октябре 2019 года президент Казахстана Касым-Жомарт Токаев встретился с матерью погибшей, взял на личный контроль нашумевшее дело и поручил придать делу об убийстве девушки «особый статус и импульс». После этого материалы дела передали из районного отдела в главное управление Следственного комитета России по Москве, а затем в центральный аппарат СКР.